# Arhodia lasiocamparia
Arhodia lasiocamparia är en fjärilsart som beskrevs av Achille Guenée 1858. Arhodia lasiocamparia ingår i släktet Arhodia och familjen mätare. Inga underarter finns listade i Catalogue of Life.

## Bildgalleri

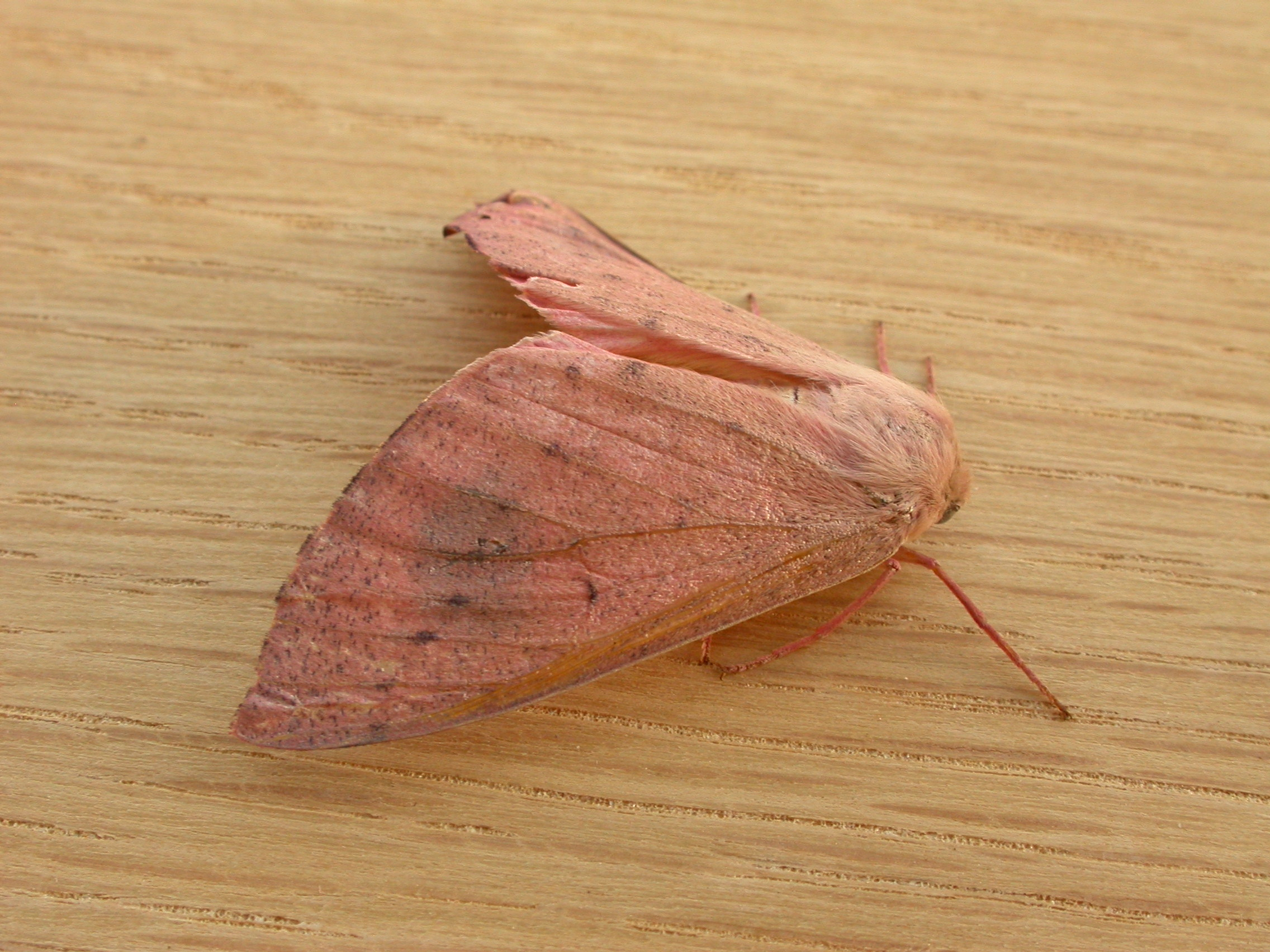